# Georg von der Wense
Georg von der Wense (* 20. Mai 1582 in Eldingen ?; † 2. August 1641 in Celle) war ein deutscher Verwaltungsbeamter.

## Leben
Georg von der Wense ist der Sohn von Franz Otto von der Wense und dessen Ehefrau Anna von Münchhausen. Wilhelm von der Wense ist sein Bruder. Mit elf Jahren kam Georg von der Wense 1593 an den Hof von Herzog Wilhelm d. J. von Braunschweig-Lüneburg, mit dessen Sohn er noch im selben Jahr die Universität in Jena bezog.
Von 1595 bis 1598 besuchte er die Lateinschule in Hamburg und hielt sich danach bis 1601 zu Hause auf. Anschließend lebte er zwei Jahre bei seinem Onkel Ludolph von Münchhausen.
Im März 1602 begann er eine Art Kavalierstour, die ihn erst in die Schweiz führte. Am 19. Juni 1602 immatrikulierte er sich an der Universität Genf; 1603 reiste er durch Frankreich. In den Jahren 1604 bis 1606 bereiste Georg von der Wense Großbritannien, kehrte dann nach Hause zurück und lebte bis 1607 in Köln. Von hier machte er sich auf nach Amsterdam und bereiste von dort aus die Niederlande. Nach seiner erneuten Heimkehr immatrikulierte er sich am 6. Februar 1608 zusammen mit seinem Bruder Wilhelm an der Universität Altdorf bei Nürnberg. Schon ein Jahr später ging er für einige Jahre nach Italien. 1611 kehrte er wieder nach Hause zurück und unterstützte im Anschluss seine Mutter bei der Verwaltung des Familienbesitzes.
1616/17 begleitete er Herzog Georg von Braunschweig-Calenberg wegen der Grubenhagener Angelegenheiten zum Kaiser nach Prag. 1619 übernahm er als Hauptmann das Amt Fallersleben. Als solcher wurde er von der Landschaft zum Landrat gewählt und war noch im selben Jahr herzoglicher Gesandter am Hof in Wien. 1625/26 war Georg von der Wense Teilnehmer einer Gesandtschaft am Hof in Kopenhagen. Kurz vor seiner Abreise heiratete er Elisabeth Sophie von Bodendorf.
1631 nahm ihn Fürst Ludwig I. von Anhalt-Köthen in die Fruchtbringende Gesellschaft auf. Er verlieh ihm den Gesellschaftsnamen der Erste und das Motto zum Frühlingsgemüse. Als Emblem wurde Georg von der Wense Kerbel (Anthriscus cerefolium) zugedacht. Im Köthener Gesellschaftsbuch findet sich sein Eintrag unter der Nr. 203. Dort ist auch das Reimgesetz verzeichnet, welches er anlässlich seiner Aufnahme verfasst hatte:
Der Körbel fast Zuerst im Lentzen pflegt Zu krichen
Auß der erfrischten Erdt, im Muß auch wohl Zu riechen
Wan Jung er wird gebraucht, vnd ist im nutzen reich,
Den Ersten Zum gemüß ich nenne mich, den gleich
Wie dieses kleine kraut voll kräften ist vnd tugend,
So soll mit Gottes furcht vnd trew voll sein die Jugend,
Die einst recht nutzen soll, dan wird sie feste stehn
vnnd alt ahn Jenem tag heruor den andern gehn.
In den Jahren 1634 bis 1640 war von der Wense Großvogt von Celle und Kammerrat des Fürstentums Lüneburg. Ostern 1640 gab er aus gesundheitlichen Gründen alle seine Ämter zurück.
Im Alter von 59 Jahren starb Georg von der Wense am 2. August 1641 in Celle.
| Personendaten    | Personendaten                |
| ---------------- | ---------------------------- |
| NAME             | Wense, Georg von der         |
| KURZBESCHREIBUNG | deutscher Verwaltungsbeamter |
| GEBURTSDATUM     | 20. Mai 1582                 |
| GEBURTSORT       | unsicher: Eldingen           |
| STERBEDATUM      | 2. August 1641               |
| STERBEORT        | Celle                        |